# かに座シータ星
かに座θ星 (θ Cnc / θ Cancri) は、かに座に位置する連星系である。
この星は、橙色のK型巨星に分類される。黄道面の近くにあるため、月や稀に惑星による掩蔽が観測されることがある。掩蔽の際の光度曲線の観測より、かに座θ星はそれぞれ+6.4等級の2つの恒星からなる近接連星であることが明らかとなった。